# Rodrigo Díaz de Vivar
Rodrigo Díaz de Vivar, vagy közismertebb nevén El Cid  (Campeador) (Vivar del Cid, 1048 körül – Valencia, 1099 májusa) a mórok elleni felszabadító háború, a reconquista hadvezére, a spanyol mondák és dalok hőse, akinek alakját a költészet is híressé tette. 

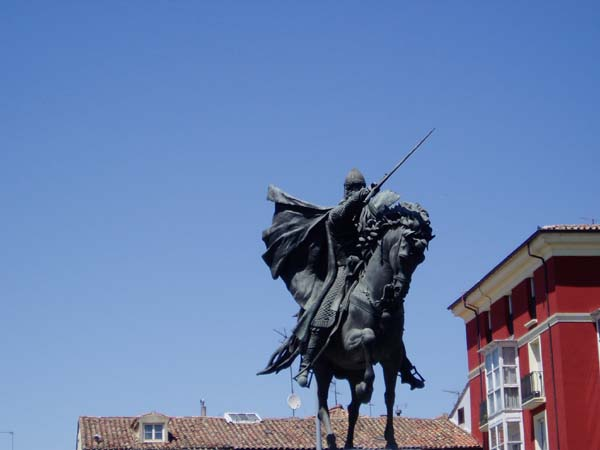
A Cid szobra Burgosban

## A spanyol nemzeti hős
Cid valószínűleg a Lain Calvo családból származott és a 11. század közepe táján született. Mint condottieri csapataival a keresztények seregében harcolt a mórok ellen, majd a mórok soraiban a keresztény királyok ellen, aszerint ahogyan az érdeke kívánta. Részt vett a León és Kasztília közötti háborúkban is. Neve először I. Ferdinánd király egy oklevelében 1064-ben fordul elő. 1068-ban mint II. Sancho hadvezére legyőzi a király öccsét, VI. Alfonzot, mire az kénytelen Toledóba, Al-Mamunhoz, a mórok királyához menekülni. Sancho erre a testvérének, Uracának örökségét őrző Zamora ellen fordult, de a város ostroma közben Belido d'Olfos orvul megtámadta és megölte. A kasztíliaiak ezután az elűzött Alfonzot hívták meg a trónra, de előbb ünnepélyesen meg akarták esketni arra, hogy bátyja meggyilkolásáról nem tudott és abban részes nem volt. Rodrigón kívül senki sem merte a királlyal az esküt letetetni. Emiatt a király nagyon meggyűlölte, de gyűlöletét egyelőre elpalástolta, sőt azt is megengedte, hogy Rodrigo Jimenát, a király egyik unokanővérét feleségül vegye. 1087-ben azonban García Ordóñez, aki Cid halálos ellensége volt, rávette a királyt arra, hogy Rodrigót Kasztíliából száműzze. A mór királyok oldalán, részint a spanyolok ellen vívott harcokban Cid sok jelét adta hősiességének és vitézségének, ezért visszahívták száműzetéséből. Később újból megrágalmazták és másodszor is száműzetésbe küldték és birtokaitól is megfosztották. 1092-ben meghódította Valenciát, amelyet 1099-ben bekövetkezett haláláig hősiesen megvédett a keresztények és a mórok támadásai ellen is. A várost csak 1102. május 5-én, két évvel később Jimena adta át a móroknak. Két évvel ezután Jimena is meghalt. Mindkettőjüket a San Pedro de Candena kolostorban temették el, ahonnan később Burgosba vitték át hamvaikat.

## Költői művek, film hőse
A legelső költői mű, amely a Cid hős tetteivel foglalkozik, a Cantar de Mio Çid vagy Poema del Cid, valószínűleg a 12. század végén vagy a 13. század elején keletkezett a Spanyolországban közszájon forgott népdalokból. A mű a következő feliratot viseli: Per Abbat le excribió en el mes de Maio en era de mill e CCXLV annos. Megtalálható a Colección de poesías castellanos anteriores al siglo XV. (Madrid, 1779) c. gyűjteményben. A Poema del Cid-ben Cid spanyol nemzeti hősnek van feltüntetve, míg a Crónica rimada del Cid az arisztokrácia képviselőjének mutatja be. Azok a románcok, melyek eredetileg sokkal régibb eredetűek mint a Poema del Cid, az ország különböző vidékein keletkeztek és tele vannak ellentmondással.
Magyarra Beksics Gusztáv, Győry Vilmos és Thaly Kálmán fordították a Cid románcokat. A németeknél először Herder fordította le és dolgozta fel Cidjében ezeket románcokat, Herder Cidjét magyarul is kiadták és magyarázatokkal látták el. Franciául Creuze de Lessert, olaszul Pietro Monti dolgozta fel. 32 énekes hőskölteményt írt a románcokból Diego Jimenes de Ayilon.
Az első spanyol dráma, mely témáját a Cid-románcokból meríti, Lope de Vega Las almenas de Toro (Toro ormai) című drámája. Ennél is híresebb Guillén de Castro Las mocedades del Cid című drámája (1621), melyet Corneille Cidje megírásánál alapul vett. Egy 1170-ben írt latin krónikában, a Gesta Roderici Campidoctiben Cid mint a spanyol nemzeti királyok őse van feltüntetve. Kasztiliai X. Alfonz Crónica general-ja, valamint a 13. század elején keletkezett Genealogía del Cidben Ruy Díaz, mint a királyi ház ősét mutatják be. A Crónica particular del Cidben, melyet valószínűleg a 15. században írtak, Cid mint csodatevő jelenik meg előttünk.
2012-ben jelent meg a Gold Book kiadó gondozásában Tóth Norbert (Allen Newman álnéven) El Cid - Kasztília oroszlánja című műve, mely egy trilógiasorozat első műve.
1961-ben Anthony Mann rendező  El Cid néven történelmi filmeposzt készített róla, amelynek címszerepét Charlton Heston, női főszerepét Sophia Loren alakította.
Egy legenda szerint meggyőződése volt, hogy a macskák szerencsétlenséget hoznak, ezért 1094-ben elrendelte a valenciai macskák kiirtását. A pusztítást csak négy állat élte túl. Ennek a legendabeli négy macskának állít emléket Valenciában a Casa de los Gatos.